# Bigrigg
Bigrigg är en by i Cumbria i England. Byn ligger 58,6 km från Carlisle. Orten har 718 invånare (2015).
Bigrigg var Bigrigg/Bigrig år 1235, Bygrig/Bigrigg/Bigryg/Byggerik i 1295, Biggerig år 1342 och Bigrigshagh år 1365.